# Vekaransaari (ö i Södra Savolax)
Vekaransaari är en ö i Finland. Den ligger i sjön Pihlajavesi och i kommunen Sulkava i den ekonomiska regionen  Nyslotts ekonomiska region  och landskapet Södra Savolax, i den sydöstra delen av landet, 260 km nordost om huvudstaden Helsingfors. Öns största längd är 11 kilometer i sydöst-nordvästlig riktning.